# IV Толедський собор
Четвертий Толедський собор (лат. Concilium Toletanum IV) відбувся у 633 році. Він скликаний вестготським королем Сісенандом і проходив у храмі св. Леокадії в Толедо.

## Історія
Ймовірно, під головуванням відомого Ісидора Севільського собор врегулював багато питань дисципліни, схвалив уніфікований канон літургії у всьому вестготському королівстві та вжив суворих заходів проти хрещених євреїв, які повернулися до своєї колишньої віри.
На цьому соборі, що розпочався 5 грудня 633 року, були присутні всі єпископи Іспанії. Ісидор, хоч і був літній, керував його проведенням і був ініціатором більшості його постанов.
Зібрані, мабуть, висловлювали ідеї Ісидора. Собор також виявив пошану і повагу до короля. Церква оголошувалась вільна і незалежна, але урочисто пов'язана вірністю визнаному королю: нічого не йдеться про вірність римському єпископу.
Саме на Четвертому соборі в Толедо і під його впливом було видано указ всім єпископам створювати семінарії в їхніх соборних містах на взір школи Ісидора, яка існувала в Севільї (у межах своєї юрисдикції він скористався ресурсами освіти, щоб протидіяти впливу готського варварства). Його оживляючий дух надихав освітній рух, центром якого була Севілья. Було наказано вивчення грецької та єврейської мов, а також гуманітарних наук. Також заохочувався інтерес до юриспруденції та медицини. Владою четвертого собору ця освітня політика стала обов'язковою для всіх єпископів королівства.